# Омега (Џорџија)
Омега (Џорџија) (енгл. Omega) град је у америчкој савезној држави Џорџија. По попису становништва из 2010. у њему је живело 1.221 становника.

## Демографија
Према попису становништва из 2010. у граду је живело 1.221 становника, што је 119 (8,9%) становника мање него 2000. године.
| Група             | 2000.       | 2010.       |
| Белци             | 645 (48,1%) | 489 (40,0%) |
| Афроамериканци    | 216 (16,1%) | 174 (14,3%) |
| Азијати           | 3 (0,2%)    | 9 (0,7%)    |
| Хиспаноамериканци | 469 (35,0%) | 531 (43,5%) |
| Укупно            | 1.340       | 1.221       |